# Dorogháza
Dorogháza község Nógrád vármegyében, a Bátonyterenyei járásban.

## Fekvése
Nógrád vármegyében, a Mátra tövében, Pétervására és Bátonyterenye között fekvő, két nagyobb településrészből álló falu.
Közigazgatásilag a Dorogháza-Nemti-Szuha körzetbe tartozik. Az 1950-es megyerendezés előtt Heves vármegye Pétervásári járásához tartozott.
Főutcája a 24 108-as számú mellékút, amely a 23-as főút (Nemti) felől Szuhára vezető 24 109-es útból ágazik ki, Szuha és Dorogháza határán, és nagyjából három kilométeren át kanyarog a település területén.

## Története
Dorogháza a Baksa nemzetség tagjainak ősi birtoka volt. 1280-ban a Zemplén vármegyei Kövesd és Semjén, valamint a Szabolcs vármegyei Halászért a Baksa nemzetséghez tartozó I. Simon fiai: Baksa, Tamás, Dénes, Detre, György és Simon a Rátót nemzetségbeli Roland nádor fiainak adták cserébe. Később azonban e cserét mégis megváltoztatták és pénzért vásárolták meg Kövesdet a Baksa nemzetségbeliek. 1296-ban Dorog birtokot még a Baksa nemzetségbeliek birtokának írták, 1332 és 1337-es pápai tizedjegyzékben Rabasháza (Dorokháza) néven említették. 1465-1479-ben Sirok várához tartozott, melyet tari György utód nélküli halála esetére Kompolthi János fiainak hagyott. Az 1479-es évben vámszedőhelynek is írták. Az 1549 évi adóösszeírás szerint több nemes család volt birtokosa, 1552-ben azonban a törökök elpusztították, de hamarosan újból felépült, és az 1554 évi adóösszeírásban már mint adómentes községet említették. 1647-ben még mindig mint nemesek lakta helységnek írták. 1684-ben Dorogházi István volt a település birtokosa, majd 1693-ban már az özvegyét írták birtokosának. A 19. század első felében több család birtoka volt; így Gyürky Pál, Szathmáry-Király Pál valamint a Benkő, Repeczky, Losonczy Ottlik és Vajda család volt birtokosa. A 20. század elején báró Solymossy Jenőt írták Dorogháza nagyobb birtokosának.

## Közélete

### Polgármesterei
- 1990–1994: Bakos Albert (független)[3]
- 1994–1998: Bakos Albert (független)[4]
- 1998–2000: Bakos Albert (független)[5]
- 2000–2002: Dr. Pilmayer Nándorné (Fidesz)[6][7]
- 2002–2006: Dr. Pilmayer Nándorné (Fidesz-MKDSZ-MDF)[8]
- 2006–2010: Farkasházy András (független)[9]
- 2010–2014: Farkasházy András (független)[10]
- 2014–2019: Kővári Lászlóné (Fidesz-KDNP)[11]
- 2019–2024: Kővári Lászlóné (Fidesz-KDNP)[12]
- 2024– : Kővári Lászlóné (Fidesz-KDNP)[1]

A településen 2000. szeptember 10-én időközi polgármester-választást (és képviselő-testületi választást) tartottak, a korábbi képviselő-testület önfeloszlatása miatt.

## Népesség
A település népességének változása:
| Lakosok száma | 1101 | 1094 | 1053 | 1041 | 966  | 976  | 956  |
|               | 2013 | 2014 | 2015 | 2021 | 2022 | 2023 | 2024 |

2001-ben a település lakosságának 97%-a magyar, 2%-a cigány, 1%-a német nemzetiségűnek vallotta magát.
A 2011-es népszámlálás során a lakosok 87,4%-a magyarnak, 1,2% cigánynak, 0,4% németnek mondta magát (12,6% nem nyilatkozott; a kettős identitások miatt a végösszeg nagyobb lehet 100%-nál). A vallási megoszlás a következő volt: római katolikus 62,5%, református 1,6%, evangélikus 0,2%, görögkatolikus 0,2%, felekezeten kívüli 11,7% (22,6% nem nyilatkozott).
2022-ben a lakosság 93,2%-a vallotta magát magyarnak, 4,3% cigánynak, 0,2-0,2% örménynek, németnek és románnak, 0,1% bolgárnak, 1,2% egyéb, nem hazai nemzetiségűnek (6,6% nem nyilatkozott; a kettős identitások miatt a végösszeg nagyobb lehet 100%-nál). Vallásuk szerint 42,3% volt római katolikus, 2,1% református, 0,6% evangélikus, 0,4% görög katolikus, 1% egyéb keresztény, 0,8% egyéb katolikus, 10,6% felekezeten kívüli (42% nem válaszolt).

## Nevezetességei
- Római katolikus temploma - 1758-ban épült
- Saját általános iskolával, óvodával, könyvtárral rendelkezik
- A falu különlegessége a Ménkesi-bánya, amelyben a termelés egészen a '80-as évek végéig nagy ütemben folyt, és több száz férfinak adott munkát
- A faluban hagyományőrző egyesület, színjátszó kör működik.
- A Dorogházi Asszonykórus, népénekeivel és népviseleti ruháival is a dorogházi hagyományt ápolja és fenntartja a jövő generációi számára.